# The Seventh Sin (film fra 1917)
The Seventh Sin er en amerikansk stumfilm fra 1917 af Richard Ridgeley og Theodore Marston.

## Medvirkende
- Shirley Mason som Eve Leslie
- George LeGuere som Adam Moore
- Anna Murdock som Betty Howard
- Holbrook Blinn som Eugene D'Arcy
- Nance O'Neil som Alma